# Gymnasium Marktbreit
Das Gymnasium Marktbreit ist ein naturwissenschaftliches-technologisches und sprachliches Gymnasium  in der Stadt Marktbreit im unterfränkischen Landkreis Kitzingen. Das Gymnasium ging, genauso wie die ebenfalls in Marktbreit beheimatete Leo-Weismantel-Realschule, im Jahr 1964 aus dem 1845 gegründeten S. Wohl’schen Erziehungs- und Handelslehrinstitut hervor, einer privaten Handelsschule mit Internat. Sie wechselte im 19. und 20. Jahrhundert mehrmals den Träger und auch den Namen.

## Geschichte
Das Gymnasium Marktbreit ging aus mehreren Vorgängerschulen hervor. Nachdem die alte Lateinschule, aus der jahrhundertelang der akademische Nachwuchs der Stadt rekrutiert wurde, im Jahr 1821 aufgelöst worden war, kam es 1845 zur Gründung einer privaten Bildungsinstitution. Als Gründer trat der israelitische Religionslehrer Salomon Wohl hervor. Ähnlich wie das im benachbarten Segnitz lokalisierte Brüsselsche Institut war die Schule zunächst als reine Handelsschule konzipiert, die ihren Absolventen den Übergang ans Gymnasium ermöglichen sollte. Das S. Wohl’sche Erziehungs- und Handelslehrinstitut wurde mit einem Internat ausgestattet, sodass die Schule bald eine internationale Schülerschaft aufnehmen konnte.
Als 1875 ein Neubau anstand, übergab Salomon Wohl seine Schule an den Lehrer Josef Damm, der sie zu einer Handelsschule mit Vorbereitungsklasse und den vier oberen Klassen einer sechsklassigen Handelsschule erweiterte, an der nach den Lehrplänen der bayerischen Handelsschulen unterrichtet wurde. Kurze Zeit wurde die Schule zwischen 1878 und 1897 unter städtische Leitung genommen, ehe sie als Real- und Handelsschule Johann Damm wieder durch Damms Sohn geführt wurde. Im Jahr 1905 wurde die Schule von Franz Köppl übernommen. Von der Familie Köppl wurde die Schule bis zum Jahr 1960 geleitet. Bereits im Jahr 1938 wurde das Köpplsche Institut durch die Stadt Marktbreit kuratiert, in der Zeit des Nationalsozialismus hatte die Schule den Namen Städtische Handelsschule.
Im Jahr 1944 wurde der damalige Schulleiter Edgar Köppl zum Kriegsdienst eingezogen und der Betrieb der Privatschule ruhte bis 1947. Die Stadt Marktbreit begann in der Nachkriegszeit, unter ihrer Regie die Schule wieder zu öffnen, erste Schüler wurden im Jahr 1949 aufgenommen. Die Folge war die Spaltung der Schule in zwei Bildungsinstitute. Die Familie Köppl leitete weiterhin eine private Mittelschule, die spätere Leo-Weismantel-Schule. Die Stadt war nun verantwortlich für die neugegründete Städtische Oberrealschule. Im Jahr 1958 gelangte die Schule endgültig in die öffentliche Hand und wurde zunächst in die bayerische Trägerschaft übernommen. Nach Umbauten wurde die Schule im Jahr 1964 vom Landkreis Kitzingen kuratiert. In den folgenden Jahren fand die Umwandlung in ein Gymnasium statt.

## Schulprofil
Die Schule ist heute eine offene Ganztagsschule und bietet folgende Profile an:
- Naturwissenschaftlich-technisches Gymnasium mit zwei Fremdsprachen
- Sprachliches Gymnasium mit drei Fremdsprachen[4]

## Schulzirkus Gymnelli
Im Jahr 1993 wurde in Marktbreit der Schulzirkus Gymnelli gegründet. Als Initiatorin gilt die Lehrerin Barbara Clobes, die für ihr Engagement den Verdienstorden der Bundesrepublik Deutschland erhielt. Die Leitung ging auf Friederike Knobling und Inaki Urkiaga über. Die Zirkusgruppe war eine der ersten an bayerischen Schulen. Teilnehmen können Schülerinnen und Schülern ab der 5. Jahrgangsstufe. Die Zirkuskinder sind in Bodenturnen, Partner-, Gruppen- und Geräteakrobatik, Adagio, Seilspringen, Einrad, Hocheinrad, Jonglage mit Bällen, Keulen, Ringen und Feuer, Diabolo und Devilsticks, Clownerie und schwarzem Theater geschult. In den folgenden Jahren ergänzte man weitere Zirkuselemente, darunter das Trapez, der Arial-Ring, das Vertikaltuch, Seiltanz und Feuernummern.

## Persönlichkeiten
- Paul Münch (1879–1951), Lehrer
- Bert Hölldobler (* 1936), Verhaltensforscher, Soziobiologe und Evolutionsökologe
- Jürgen Miethke (* 1938), Historiker und Hochschullehrer
- Georg von Baudissin (1943–2012), Journalist und Verleger
- Josef Endres (* 1952), Lehrer und Heimatforscher
- Johannes Schmalzl (* 1958), Verwaltungsjurist
- Paul Lehrieder (* 1959), Politiker (CSU), Mitglied des Bundestages
- Klaus Ott (* 1959), Journalist
- Volkmar Halbleib (* 1964), Politiker (SPD), Mitglied des Bayerischen Landtags
- Florian Schwegler (* 2000), Journalist und Fernsehmoderator